# تکامل عالی (شخصیت کامیک)
تکامل عالی یک شخصیت تخیلی در کتاب‌های کامیک مارول کامیکس می‌باشد. این کاراکتر به وسیلهٔ استن لی و جک کربی خلق شده و در ثور توانا شمارهٔ ۱۳۴ام (نوامبر ۱۹۶۶) برای اولین بار معرفی شد.